# Mojados
Mojados é um município da Espanha na província de Valladolid, comunidade autónoma de Castela e Leão, de área 46,02 km² com população de 3221 habitantes (2007) e densidade populacional de 64,30 hab/km².

## Demografia
| Variação demográfica do município entre 1991 e 2004 | Variação demográfica do município entre 1991 e 2004 | Variação demográfica do município entre 1991 e 2004 | Variação demográfica do município entre 1991 e 2004 |
| --------------------------------------------------- | --------------------------------------------------- | --------------------------------------------------- | --------------------------------------------------- |
| 1991                                                | 1996                                                | 2001                                                | 2004                                                |
| 2227                                                | 2423                                                | 2713                                                | 2959                                                |